# Entephria insignata
Entephria insignata là một loài bướm đêm trong họ Geometridae.